# David Vrbata
David Vrbata (Mladá Boleslav, 23 luglio 1983) è un hockeista su ghiaccio ceco.

## Biografia
Anche il fratello maggiore Radim è un giocatore di hockey su ghiaccio professionista, con oltre 900 presenze in NHL.
Ha giocato perlopiù in patria, vincendo per due volte l'Extraliga con la maglia dello Sparta Praga. All'estero ha militato nell'Extraliga slovacca con le maglie di HK Poprad e HKm Zvolen e nella DEL2 tedesca con i Wölfe Freiburg.
Nell'estate del 2016 ha firmato con l'HC Egna, iscritta alla neonata Alps Hockey League. La sua esperienza in Alto Adige è però durata pochi mesi: il 4 novembre successivo la squadra ha annunciato il divorzio dal giocatore ceco. Alcune settimane dopo si è accordato con i cechi dell'Hockey Club Benátky nad Jizerou, squadra di seconda serie, con cui ha chiuso la carriera al termine della stagione.
Dopo il ritiro è rimasto nel mondo dell'hockey su ghiaccio, come addetto marketing del BK Mladá Boleslav.